# Ingeniería aeroespacial

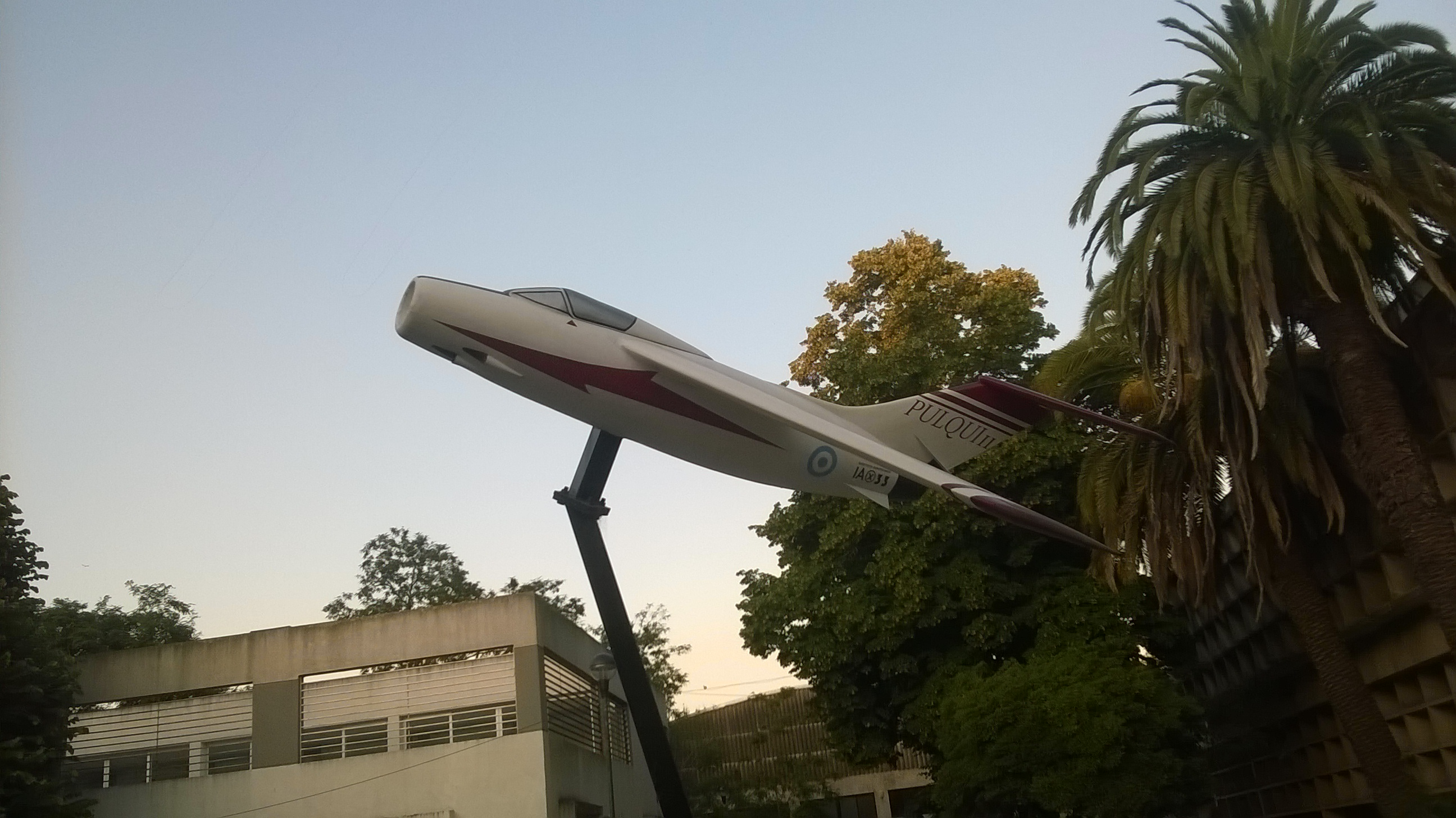
Maqueta de un Pulqui II, diseñado y fabricado en Argentina.

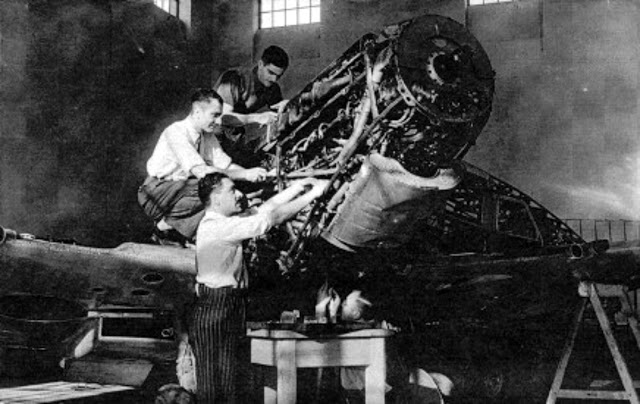
Estudiantes de ingeniería aeronáutica junto con un Spitfire.

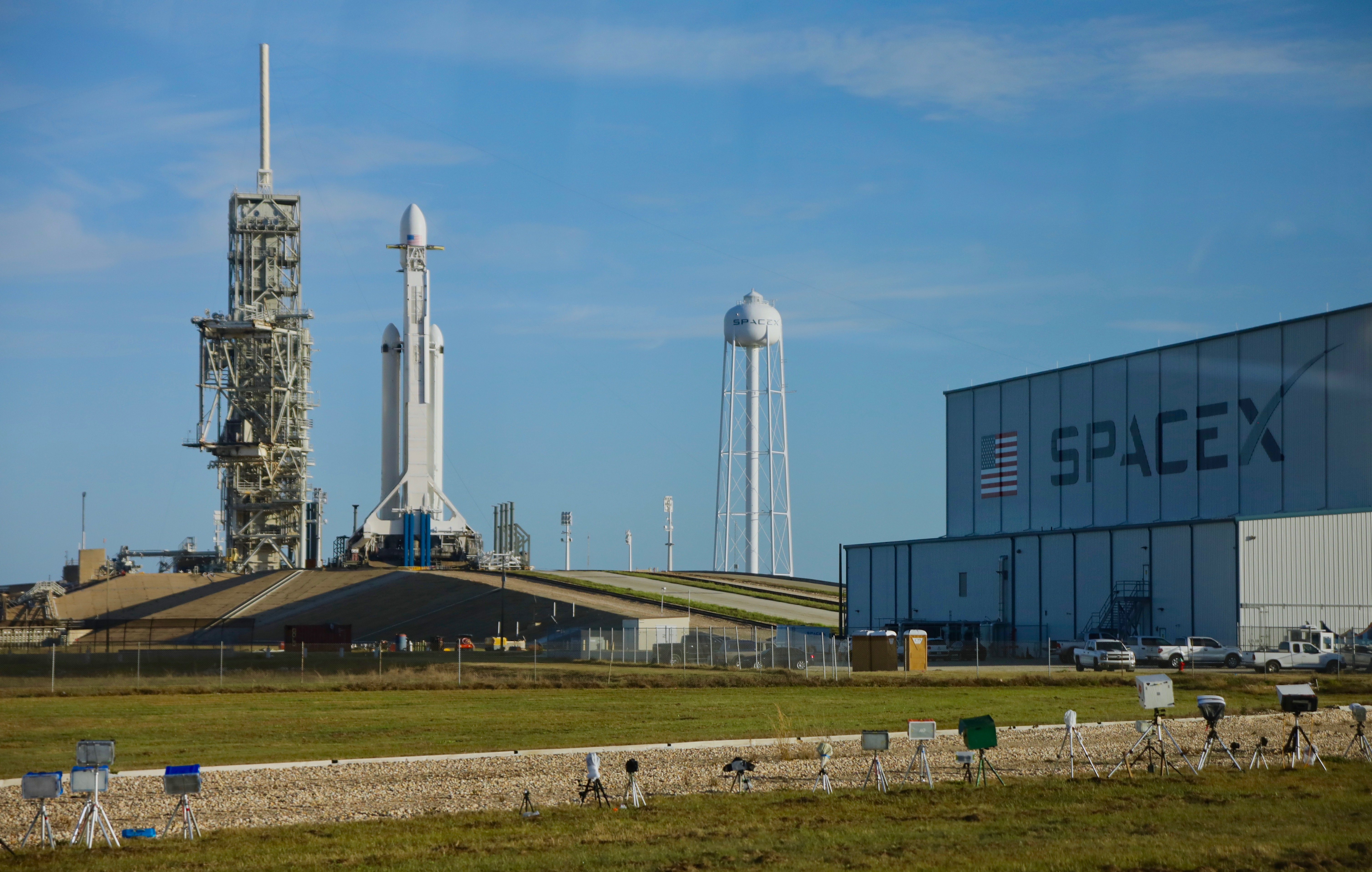
Hangar de SpaceX y el Complejo de lanzamiento 39 en el Centro espacial Kennedy.

La ingeniería aeroespacial es una rama de la ingeniería que estudia las aeronaves; engloba los ámbitos de la actual ingeniería aeronáutica, relacionada con el diseño de sistemas que vuelan en la atmósfera, y de la ingeniería astronáutica, entendiendo por esta última aquella que se ocupa del diseño de los vehículos impulsores y de los artefactos que serán colocados en el espacio exterior. Mientras que la ingeniería aeronáutica fue el término original, el término más amplio «aeroespacial» lo ha sustituido en el uso.
La ingeniería aeroespacial consiste en la aplicación de la tecnología al diseño, construcción o fabricación y la utilización de artefactos capaces de volar o aerodinos —principalmente aviones o aeronaves, misiles y equipos espaciales— y en los aspectos técnicos y científicos de la navegación aérea y los instrumentos de los cuales se sirve ésta.
La ingeniería aeroespacial se ocupa de diseñar y construir las aeroestructuras de los aviones y helicópteros tomando en consideración las leyes de la aerodinámica, los fundamentos de la mecánica de fluidos y la ingeniería estructural. Además se encargan de la integración de los elementos motores (alternativos, turbofanes, turborreactores y turboejes) en las aeroestructuras para construir la aeronave. Otros campos de actividad de los ingenieros aeronáuticos son la construcción de aeropuertos, el diseño y operación de redes de transporte aeronáutico y la fabricación de equipos y materiales especiales como armamento, satélites o cohetes espaciales los cuales posteriormente serán enviados en misiones de reconocimiento al exterior de nuestro planeta.

## Resumen

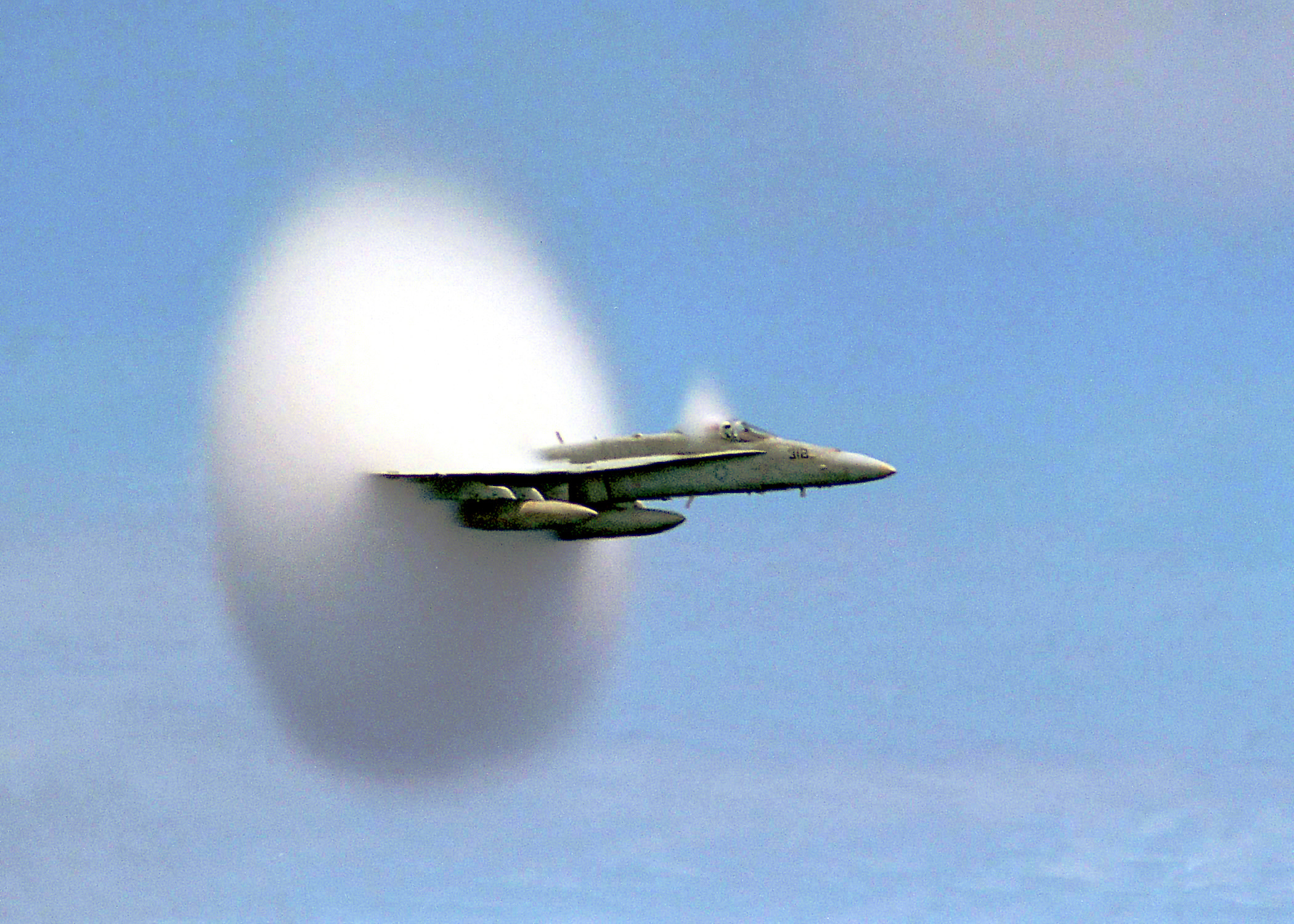
F/A-18 Hornet rompiendo la barrera del sonido.

Los vehículos de vuelo están sujetos a condiciones exigentes como las causadas por cambios en la presión atmosférica y la temperatura, con carga estructural aplicada a los componentes del vehículo. En consecuencia, suelen ser productos de diversas disciplinas tecnológicas y de ingeniería, incluidas la aerodinámica, propulsión aérea, aviónica, ciencia de los materiales, análisis estructural y fabricación. La interacción entre estas tecnologías se conoce como ingeniería aeroespacial. Debido a la complejidad y la cantidad de disciplinas involucradas, la ingeniería aeroespacial la llevan a cabo equipos de ingenieros, cada uno con su propia área especializada de experiencia.

## Historia

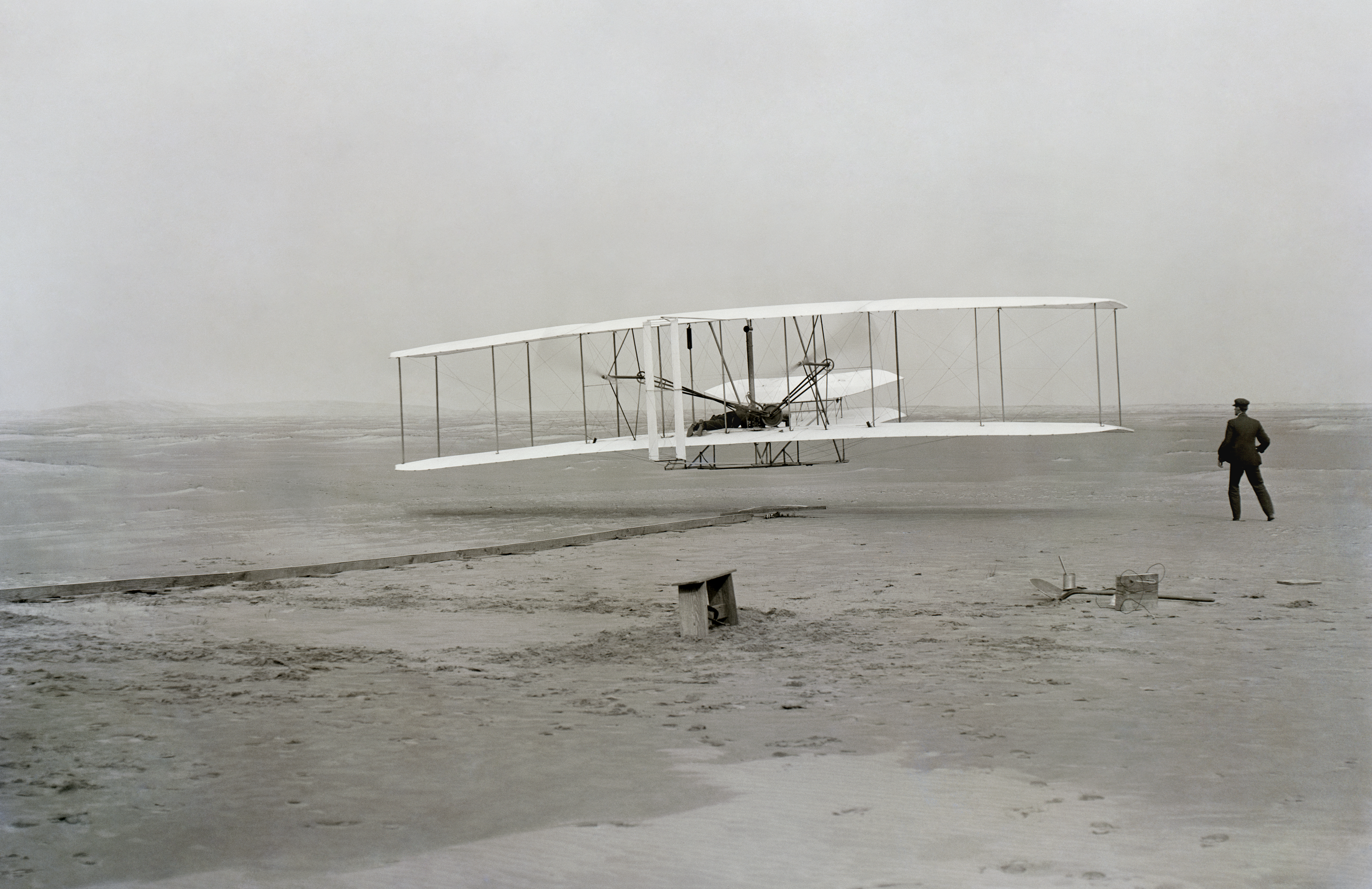
Orville y Wilbur Wright volaron el Wright Flyer en 1903 en Kitty Hawk, Carolina del Norte.

El origen de la ingeniería aeroespacial se remonta a los pioneros de la aviación de finales del siglo XIX y principios del XX, aunque el trabajo de Sir George Cayley data de la última década del siglo XVIII hasta mediados del siglo XIX. Una de las personas más importantes en la historia de la aeronáutica y pionero en ingeniería aeronáutica, a Cayley se le acredita como la primera persona en separar las fuerzas de sustentación y resistencia, que afectan a cualquier vehículo de vuelo atmosférico.
El conocimiento temprano de la ingeniería aeronáutica fue en gran parte empírico, con algunos conceptos y habilidades importados de otras ramas de la ingeniería. Algunos elementos clave, como la dinámica de fluidos, fueron entendidos por científicos del siglo XVIII.
En diciembre de 1903, los hermanos Wright realizaron el primer vuelo sostenido y controlado de un avión propulsado más pesado que el aire, con una duración de 12 segundos. Ese mismo año, el físico ruso Konstantín Tsiolkovsky, publicó su ecuación del cohete, de la cual se fundamenta toda la astronáutica, rama importante de la ingeniería aeroespacial. 
Durante la década de 1910 se vio el desarrollo de la ingeniería aeronáutica a través del diseño de aviones militares de la Primera Guerra Mundial.
En 1914, Robert Goddard obtuvo dos patentes estadounidenses para cohetes que utilizaban combustible sólido, combustible líquido, múltiples cargas propulsoras y diseños de múltiples etapas. Esto sentaría las bases para futuras aplicaciones en sistemas de propulsión multietapa para el espacio exterior.
Entre la Primera y la Segunda Guerra Mundial, se dieron grandes avances en este campo, acelerados por el advenimiento de la aviación civil convencional. Los aviones notables de esta época incluyen el Curtiss JN 4, el Farman F.60 Goliath y el Fokker Trimotor. Los aviones militares notables de este período incluyen el Mitsubishi A6M Zero, el Supermarine Spitfire y el Messerschmitt Bf 109 de Japón, Reino Unido y Alemania respectivamente. Un desarrollo significativo en la ingeniería aeroespacial se produjo con el primer avión propulsado por motor a reacción operativo, el Messerschmitt Me 262, que entró en servicio en 1944 hacia el final de la Segunda Guerra Mundial.
La primera definición de ingeniería aeroespacial apareció en febrero de 1958, considerando la atmósfera de la Tierra y el espacio exterior como un solo ámbito, abarcando así tanto las aeronaves "aeroespaciales" como las naves espaciales bajo el término recientemente acuñado "aeroespacial".
En respuesta a que la URSS lanzara el primer satélite, Sputnik, al espacio el 4 de octubre de 1957, los ingenieros aeroespaciales estadounidenses lanzaron el primer satélite estadounidense el 31 de enero de 1958. La Administración Nacional de Aeronáutica y del Espacio fue fundada en 1958 como respuesta a la Guerra Fría. En 1969, se llevó a cabo el Apolo 11, la primera misión espacial humana a la luna. Vio tres astronautas entrar en órbita alrededor de la Luna, con dos, Neil Armstrong y Buzz Aldrin, visitando la superficie lunar. El tercer astronauta, Michael Collins, permaneció en órbita para encontrarse con Armstrong y Aldrin después de su visita.

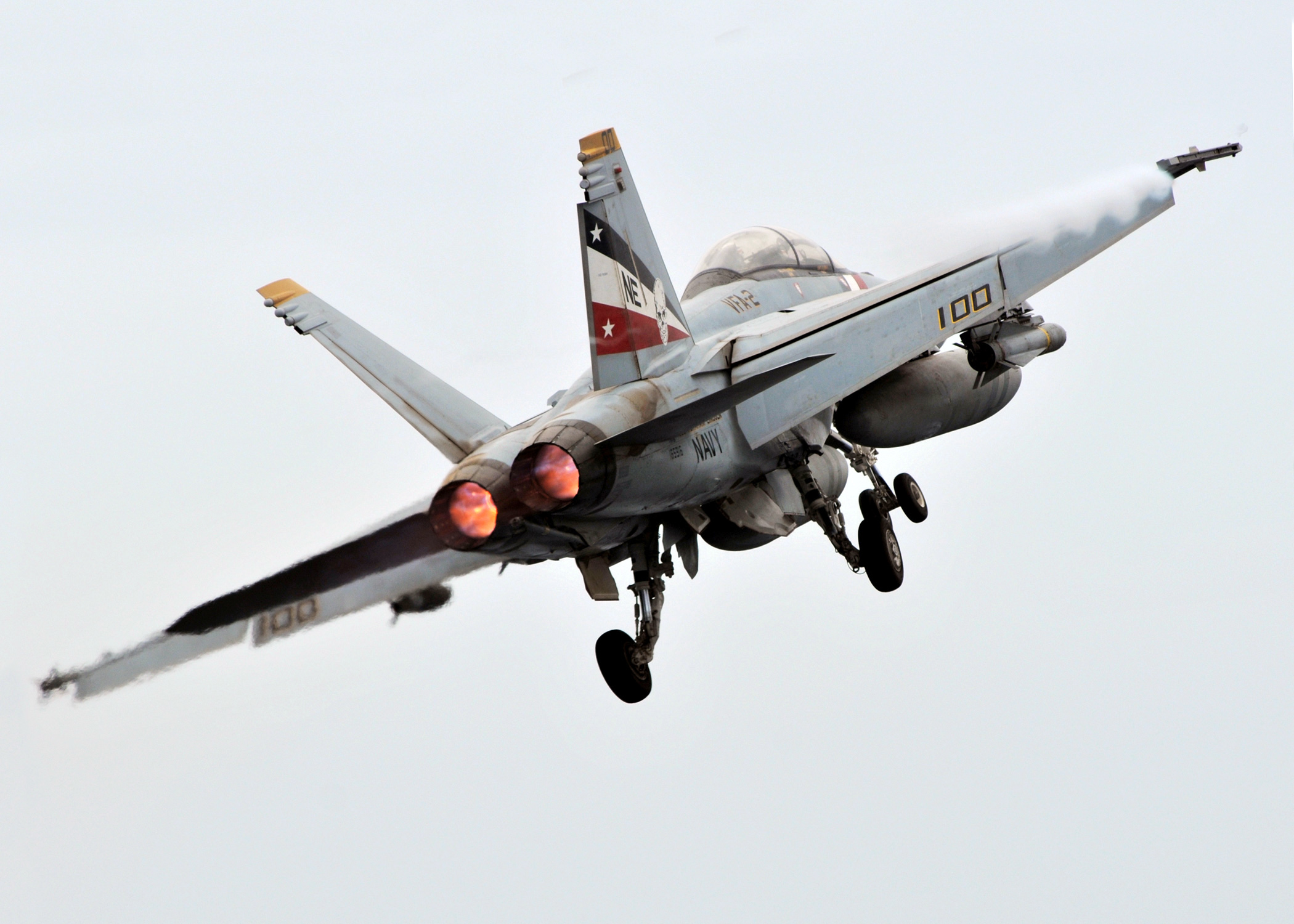
Un F/A-18 Super Hornet en vuelo, 2008

Una innovación importante se produjo el 30 de enero de 1970, cuando el Boeing 747 realizó su primer vuelo comercial de Nueva York a Londres. Este avión hizo historia y se hizo conocido como el "Jumbo Jet" o "Whale" debido a su capacidad para albergar hasta 480 pasajeros.
Otro desarrollo significativo en la ingeniería aeroespacial se produjo en 1976, con el desarrollo del primer avión de pasajeros supersónico, el Concorde. El desarrollo de este avión fue acordado por franceses y británicos el 29 de noviembre de 1962.
El 21 de diciembre de 1988, el avión de carga Antonov An-225 Mriya inició su primer vuelo. Posee los récords del avión más pesado del mundo, la carga transportada por aire más pesada y la carga transportada por aire más larga, y tiene la envergadura más ancha de cualquier aeronave en servicio operativo.
El 25 de octubre de 2007, el Airbus A380 realizó su primer vuelo comercial de Singapur a Sídney, Australia. Este avión fue el primer avión de pasajeros en superar al Boeing 747 en términos de capacidad de pasajeros, con un máximo de 853. Aunque el desarrollo de este avión comenzó en 1988 como competidor del 747, el A380 realizó su primer vuelo de prueba en abril de 2005.

## Profesión
Un ingeniero aeroespacial se encarga de calcular, diseñar, proyectar, optimizar y modificar equipos y sistemas mecánicos utilizados por la industria aeronáutica y espacial, incluidos sus procesos de producción o manufactura, además de evaluar, planificar, dirigir, optimizar y ejecutar proyectos de ingeniería en un contexto multidisciplinario.
Algunos de los elementos que le competen a esta carrera son:
- Ingeniería mecánica: estudia los procesos de fabricaciones, mantenimientos y diseño de aeronaves.
- Astrodinámica: Es la ciencia que estudia el comportamiento de los objetos, naturales y artificiales, en el espacio.
- Aerodinámica: Es el estudio del movimiento de fluidos alrededor de las alas u otros objetos, o a través de túneles de viento (vea también sustentación y aeronáutica)
- Propulsión - Es la energía necesaria para trasladar un vehículo a través del aire, o para el espacio exterior. Es generada por motores de combustión (usando diferentes mezclas de sustancias como gasolina, oxígeno e hidrógeno) tanto a reacción como alternativos.
- Estructura: Es el estudio del diseño de la configuración física de la nave para soportar las fuerzas encontradas en el vuelo. Generalmente se busca mantener el peso más ligero posible para obtener un mejor rendimiento.
- Ingeniería de los materiales: Se ocupa de los materiales con los que se construyen las estructuras aeroespaciales. Desarrolla nuevos materiales y modifica materiales existentes para adecuar sus propiedades a una aplicación específica.
- Aeroelasticidad - la interacción de fuerzas aerodinámicas y flexibilidad estructural, potencialmente causando agitaciones, separaciones, etc.
- Aeropuertos: las infraestructuras que definen la pista de vuelo, plataforma, torres de control, edificios terminales y ayudas a la navegación aérea, así como su gestión y coordinación con el resto de los servicios involucrados como combustible, handling, operaciones, bomberos, seguridad y mantenimiento.
- Informática - específicamente concierne al diseño y programación de cualquier sistema de computación a bordo de una aeronave o una nave espacial y a la simulación de sistemas.

El fundamento de la mayoría de estos elementos está en matemática teórica, como la dinámica de fluidos para la aerodinámica o las ecuaciones de movimientos para la dinámica de vuelo. Pero también existe un gran componente empírico. En la historia, este componente empírico fue derivado de las pruebas con modelos a escala y con prototipos, ya hayan sido en túneles de viento o en atmósferas libres. Más recientemente, los avances en computación han permitido el uso de dinámicas de fluido computarizados para simular el comportamiento del fluido, reduciendo tiempo y gasto en pruebas en el túnel de viento.

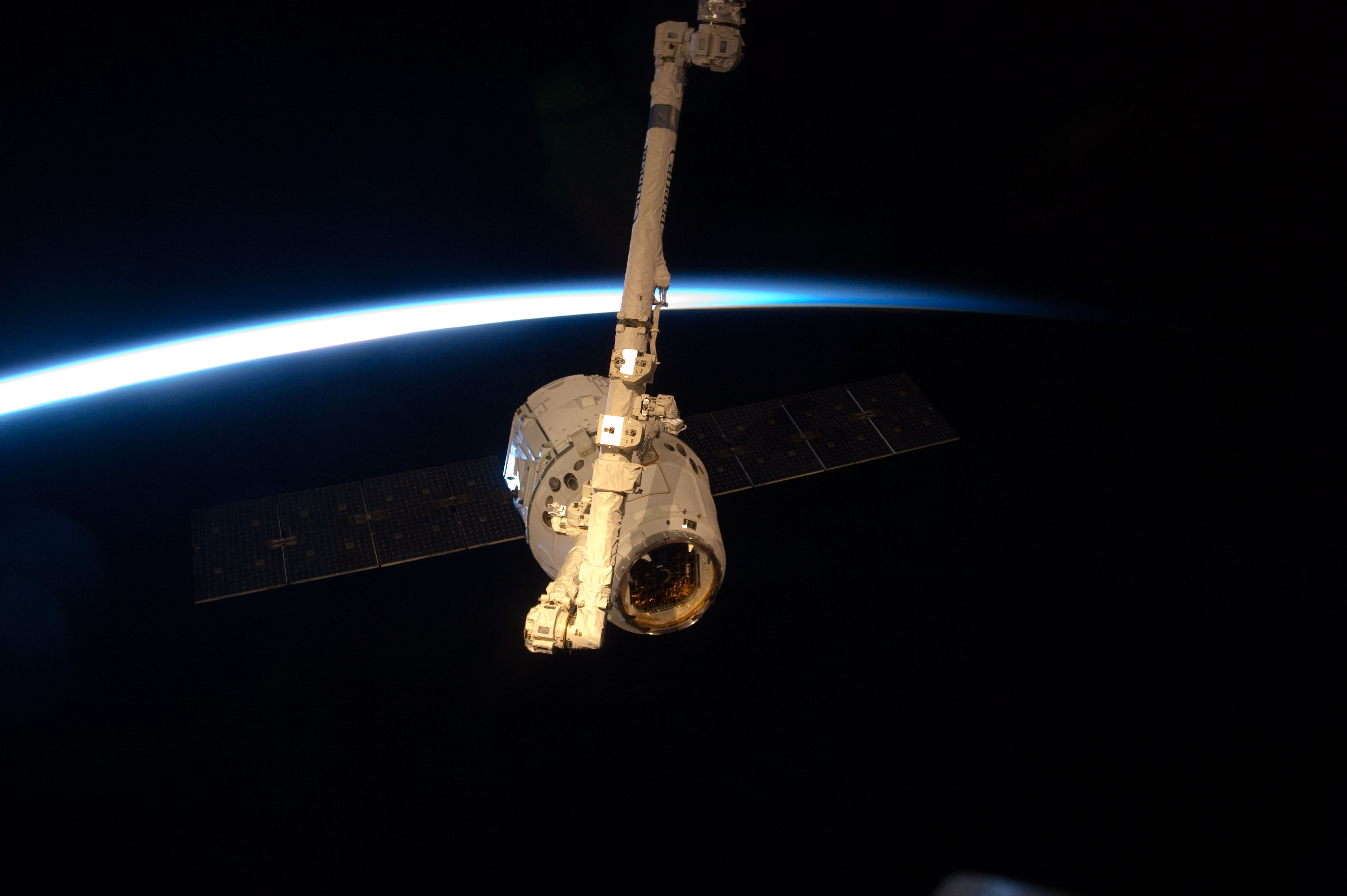
SpaceX Dragon gravitando la órbita de la Tierra.

Además, la ingeniería aeroespacial presta atención en la integración de todos los componentes que constituyen un vehículo aeronáutico (subsistemas que incluyen el de poder, comunicaciones, el de control térmico, mantenimiento de vida, etcétera) y su ciclo de vida (diseño, temperatura, presión, radiación, velocidad, y vida útil), así topándose con retos extraordinarios y soluciones específicas del dominio de sistemas de la ingeniería aeroespacial.

## En la cultura popular
El término "científico espacial" se usa a veces para describir a una persona de gran inteligencia ya que la ciencia espacial se considera una práctica que requiere una gran habilidad mental, especialmente técnica y matemática. El término se usa irónicamente en la expresión inglesa "It's not rocket science" para indicar que una tarea es simple. Estrictamente hablando, el uso de "ciencia" en "ciencia de cohetes" es un nombre inapropiado ya que la ciencia se trata de comprender los orígenes, la naturaleza y el comportamiento del universo; la ingeniería trata sobre el uso de principios científicos y de ingeniería para resolver problemas y desarrollar nuevas tecnologías. La versión más etimológicamente correcta de esta frase sería "ingeniero de cohetes". Sin embargo, "ciencia" e "ingeniería" a menudo se usan incorrectamente como sinónimos.